# 阿利坎特当代艺术博物馆
阿利坎特当代艺术博物馆（西班牙語：Museo de Arte Contemporáneo de Alicante，MACA）是西班牙阿利坎特的一座市立博物馆。博物馆中展出20世纪和当代的艺术作品。该博物馆由尤西比奥·森佩雷于1976年创建，经过重大整修后于2011年重新开放。现在拥有3个永久藏展，共约800件艺术品。博物馆位于阿塞古拉达大楼内，这是该市现存的最古老民用建筑。

## 介绍
博物馆展出三项永久藏品：
- 20世纪收藏艺术作品：包括胡安·米罗、巴勃罗·毕加索、萨尔瓦多·达利、胡安·格里斯、胡里奥·冈萨雷斯等人的作品。它是由尤西比奥·森佩雷（英语：Eusebio Sempere）通过购买和工作交流收集而来，并于1976年慷慨捐赠给该市。
- 胡安娜·弗朗西斯系列：由阿利坎特出生的胡安娜·弗朗西斯所创作的绘画、素描和其他图形作品组成。该藏品由艺术家遗赠给阿利坎特市，并在她1990 年去世后被收藏。
- 尤西比奥·森佩雷收藏系列：包括尤西比奥·森佩雷的各种作品，从纸上水粉到雕塑等艺术品。该藏品自1997年起被市政府收藏。

并非所有藏品都会展出。 尤西比奥·森佩雷收藏系列每次仅展示三分之一，每三到四个月轮换一次。
博物馆建筑由西班牙建筑师索尔·马德里德霍斯和胡安·卡洛斯·桑乔设计。这座现代建筑融合了原来的Casa de la Asegurada建筑，它是阿利坎特最古老的民用建筑，建于1685年。它最初是作为粮仓建造的，历史上也曾用作监狱、火药仓库、商学院，并一度作为市政厅的临时所在地。原来的建筑是阿利坎特巴洛克建筑的著名例子。